# Чемпионат Европы по самбо 1989
8-й чемпионат Европы по самбо прошёл в городе Херн-Бей (Великобритания) 19-20 мая 1989 года. В соревнованиях участвовали представители семи стран: СССР, Болгария, Италия, Израиль, Великобритания, Испания (Страна Басков) и Северная Ирландия.

## Медалисты
| Весовая категория | Золото                    | Серебро                   | Бронза                                                      |
| ----------------- | ------------------------- | ------------------------- | ----------------------------------------------------------- |
| до 48 кг          | Николай Цыпандин · СССР   | Димитр Димитров · НРБ     | Горка Сагастуме · Испания Д. Баррет · Великобритания        |
| до 52 кг          | Фаиг Агаев · СССР         | Валентин Павлов · НРБ     | Э. Капили · Израиль                                         |
| до 57 кг          | Натик Багиров · СССР      | Николай Гушмаков · НРБ    | Иниго Элорса · Испания К. Сент-Джон · Великобритания        |
| до 62 кг          | Александр Аксёнов · СССР  | Иван Нетов · НРБ          | Джованни Миллите · Италия И. Эускади · Страна Басков        |
| до 68 кг          | Владимир Япринцев · СССР  | Иван Керемидчиев · НРБ    | А. Мамиствалов · Израиль О. Конде · Страна Басков           |
| до 74 кг          | Васил Соколов · НРБ       | Хорхе Боканегра · Испания | Эркин Халиков · СССР Э. Джерасси · Израиль                  |
| до 82 кг          | Джемал Мчедлишвили · СССР | Анатолий Желязков · НРБ   | Джон Идаррета · Испания С. Свитлоу · Великобритания         |
| до 90 кг          | Хамид Хапай · СССР        | Никола Филиппов · НРБ     | Крейг Скотт · Великобритания Жулен Идаррета · Страна Басков |
| до 100 кг         | Эдуард Грамс · СССР       | Пол Рэдбёрн · Англия      | Митко Стоянов · НРБ Джорджо Ди Алессандро · Италия          |
| свыше 100 кг      | Игорь Метлицкий · СССР    | Г. Илиев · НРБ            | Мэтью Клэмпнер · Англия Д. Фоли · Северная Ирландия         |

## Командный зачёт
1. СССР — 44 очка;
2. НРБ — 38 очков;
3. Испания — 20 очков;
4. Англия — 17 очков;
5. Израиль — 11 очков;
6. Италия — 8 очков.